# Sains-en-Amiénois
Sains-en-Amiénois is een gemeente in het Franse departement Somme (regio Hauts-de-France) en telt 1226 inwoners (2004). De plaats maakt deel uit van het arrondissement Amiens.

## Geografie
De oppervlakte van Sains-en-Amiénois bedraagt 9,9 km², de bevolkingsdichtheid is 123,8 inwoners per km².
De onderstaande kaart toont de ligging van Sains-en-Amiénois met de belangrijkste infrastructuur en aangrenzende gemeenten.

## Demografie
Onderstaande figuur toont het verloop van het inwonertal (bron: INSEE-tellingen).